# Mannia rupestris
Mannia rupestris là một loài rêu trong họ Aytoniaceae. Loài này được Nees Frye & L. Clark mô tả khoa học đầu tiên năm 1937.